# Almagro (Samar)
Almagro (Bayan ng Almagro) är en kommun i Filippinerna. Kommunen tillhör provinsen Samar och ligger på ön med samma namn. Folkmängden uppgår till 10 619 invånare.

## Barangayer
Almagro är indelat i 24 barangayer.
| - Bacjao - Biasong I - Costa Rica - Guin-ansan - Kerikite - Lunang I (Look) - Lunang II - Malobago - Marasbaras - Panjobjoban I - Poblacion - Talahid | - Tonga-tonga - Imelda (Badjang) - Biasong II - Costa Rica II - Mabuhay - Magsaysay - Panjobjoban II - Roño - San Isidro - San Jose - Veloso |